# Toy Home
Toy Home är ett nedladdningsbart racingspel från 2007 till Playstation 3.

## Gameplay
Målet med spelet är att samla mynt, upptäcka dolda medaljer och passera varje checkpoint, som ger en mer tid, tills tiden runnit ut. Det finns åtta tävlingsbanor i spelet, de finns i ett hus som är fullt med hinder. Det finns också en Multiplayer-mode i spelet där man kan vara två spelare. För att svänga ska man luta sin Sixasis-kontroll, för att det ska efterlikna en ratt så mycket som möjligt.

## Uppgraderingar
En uppgradering gör så att man kan välja mellan fler fordon och banor. 